# Gips
 Denne artikel omhandler mineralet gips. Opslagsordet har også en anden betydning, se Gipsskinne.
Gips er et naturligt forekommende, hvidt mineral. Stoffet kaldes også kalciumsulfat og har den kemiske formel CaSO4·2H2O. Det opstår ved sedimentering, når søer udtørres. 
Kalcineret gips er gips, der er "brændt", så noget af krystalvandet er drevet ud. Det forhandles som et hvidt pulver, enten i form af grovgips, fingips eller modelgips. 
Gips er naturligt forekommende som klare krystaller som i White Sands National Monument (en), men det opstår også som et restprodukt ved rensning af svovlholdig røg fra f.eks. forbrændingsanlæg.
De største naturligt forekommende gipskrystaller er over 10 m lange og findes i den underjordiske hule Cueva de los Cristales i Mexico.

Finkornet gips kaldes alabast og kan udskæres til bl.a. prydgenstande som stenæg. Alabast er svagt gennemskinneligt. Navnet benyttes også om en art calciumkarbonat.
Ordet gips anvendes på både tysk og dansk til at betegne både den naturlige stenart og det finmalede pulver. På engelsk og fransk kaldes stenarten "gypse", mens pulveret hedder plâtre på fransk. Det er blevet til "plaster of Paris" på engelsk.

## Egenskaber
Gipspulver størkner på få minutter, når det er rørt op med vand. Den våde gips kan - modsat kalkmørtel - anvendes i helt flydende form til at støbe nøjagtige kopier af f.eks. kunstgenstande. Gips har nemlig den gode egenskab, at den ikke trækker sig sammen ved størkningen. Derfor bruges gips også af jægere, arkæologer og kriminalbetjente til at tage aftryk af spor og andre hulheder i jorden. På den anden side er den afbundne gips mindre vejrbestandig end kalkmørtel. Det færdige gipsmateriale er mindre hårdt. Man kan slå søm i massiv gips og bearbejde det med rasp, sav og kniv.  

## Historik
Gips er et ældgammelt byggemateriale, men i Danmark har man foretrukket den hjemlige kalk til vægge og lofters overfladebehandling til omkring 1950. Pudsning af vægge og lofter med kalkmørtel er en langsommelig og dyr proces, der kræver faglærte arbejdere. Gipsplader er derimod industrifremstillede og kan opsættes hurtigt af ufaglærte. Tidligere var gips i dansk byggeri begrænset til stukornamenterne i loftet. Men i andre lande har gips været brugt som den almindeligste mørtel, f.eks. i Paris hvis undergrund har rigelige gipsforekomster. Mørtelgips til opbygning af mure er meget grovkornet og har ikke været anvendt i Danmark. En finere sort bliver anvendt til vægge og lofter, og den fineste - modelgips - bruges af billedhuggere og kunsthåndværkere.  Gips anvendtes af både læger og tandlæger. Materialet egner sig også til ansigtsmasker, altså et negativt aftryk af en levende eller død persons ansigt. Gips størkner nemlig på få minutter, hvad der er mest relevant i det første tilfælde.  
Gips brugtes også til støbning af forsiringer på billedrammer inden forgyldning, og før glassets opfindelse brugtes fine lameller af gipskrystaller til vinduer.

## Gipsplader
I nutiden anvendes gips i form af plader til indendørs indretning. Inden for byggeriet bliver de billige standardgipsplader brugt til både loft- og vægbeklædning. Der findes yderligere mange specielle gipsplader med særlige fordele og egenskaber. En gipsplade er 10 eller 13 mm tyk og beklædt med papir på begge sider. Den har gode brandhæmmende egenskaber. Gipsplader opsættes hyppigt i dobbelt lag med henblik på at forbedre lydisolering og mekanisk styrke. 

### Typer af gipsplader
- Almindelige Gipsplader er meget billige. En standardplade er på omtrent 3 m2.
- Vådrumsgips   Denne type gipsplade er designet til at modstå og holde fugt ude/inde. Det er anvendeligt i køkkener med maddampe og især på badeværelser hvor luftfugtigheden er højere end andre steder, indendøre. Brugte man eksempelvis normale gipsplader på badeværelser, ville de med tiden, grundet manglende imprægnering, blive bløde og smuldre af fugten.
- Gulvgips
- Fibergips  Med fibergips har man blandet en normal gipsblanding med fibre. Fibergips blandes i forholdet 80% gips/20% fibre, og det skaber en gipsplade, som ligner en normal gipsplade, men grundet fibrene er den stærkere end en normal gipsplade. Fibergips er derfor noget som man oftest bruger i rum, hvor almindelig gips ikke er stærkt nok og vil tage skade af aktiviteterne i rummet.
- Brandgips
- Vindgips Denne gipsplade bliver imprægneret, så de enten har en høj eller lav Z-værdi og har en høj modstandsdygtighed fugt, så de ikke selv lider overlast. Jo højere Z-værdi, des mindre damp og luft kan trænge igennem pladerne. Det er eksempelvis denne type gips man bruger til dampspærre. Dampspærre laves med lav Z-værdi for at bremse fugten i at trænge igennem.